# Campionatul Mondial de Scrimă din 1966
Campionatul Mondial de Scrimă din 1966 s-a desfășurat în perioadă 6-16 iulie la Moscova în Rusia.

## Rezultate

### Masculin
| Probă                 | Aur                                                                                     | Argint                                                                                           | Bronz                                                                            |
| Spadă la individual   | Aleksei Nikancikov (URS)                                                                | Claude Bourquard (FRA)                                                                           | Bogdan Gonsior (POL)                                                             |
| Spadă pe echipe       | Franța Claude Bourquard Jacques Brodin Yves Dreyfus Jean-Pierre Allemand Yves Boissier  | Uniunea Sovietică Vladimir Godjiev Guram Kostava Grigori Kriss Aleksei Nikancikov Iuri Smoliakov | Suedia Karl-Erik Broms Hans Lagerwall Lars-Erik Larsson Jan Skogh Carl von Essen |
| Floretă la individual | Gherman Sveșnikov (URS)                                                                 | Jean-Claude Magnan (FRA)                                                                         | Viktor Putiatin (URS)                                                            |
| Floretă pe echipe     | Uniunea Sovietică Gherman Sveșnikov Viktor Putiatin Iuri Șarov Iuri Sisikin Mark Midler | Ungaria · Béla Gyarmati · József Gyuricza · Jenö Kamuti · László Kamuti · Sándor Szabó           | Polonia Egon Franke Adam Lisewski Ryszard Parulski Janusz Różycki Witold Woyda   |
| Sabie la individual   | Jerzy Pawłowski (POL)                                                                   | Tibor Pézsa (HUN)                                                                                | Zoltán Horváth (HUN)                                                             |
| Sabie pe echipe       | Ungaria · Péter Bakonyi · Tibor Pézsa · Tamás Kovács · Zoltán Horváth · Miklós Meszéna  | Uniunea Sovietică Umiar Mavlihanov Nugzar Asatiani Mark Rakita Iakov Rîlski Eduard Vinokurov     | Franța Claude Arabo Jacques Lefèvre Serge Panizza Marcel Parent Bernard Vallée   |

### Feminin
| Probă                 | Aur | Argint                                                                                        | Bronz |
| Floretă la individual | Tatiana Samusenko (URS)                                                                                       | Aleksandra Zabelina (URS)                                                                     | Galina Gorohova (URS)                                                                                     |
| Floretă pe echipe     | Uniunea Sovietică Tatiana Samusenko Aleksandra Zabelina Galina Gorohova Valentina Prudskova Diana Nikancikova | Ungaria · Ildikó Bóbis · Mária Gulácsy · Paula Marosi · Ildikó Rejtő · Lídia Dömölky-Sákovics | Franța Marie-Chantal Demaille Brigitte Gapais Claudette Herbster-Josland Annick Level Catherine Rousselet |

## Clasament pe medalii
| Loc | Țară              | Aur | Argint | Bronz | Total |
| --- | ----------------- | --- | ------ | ----- | ----- |
| 1   | Uniunea Sovietică | 5   | 3      | 2     | 10    |
| 2   | Ungaria           | 1   | 3      | 1     | 5     |
| 3   | Franța            | 1   | 2      | 2     | 5     |
| 4   | Polonia           | 1   | 0      | 2     | 3     |
| 5   | Suedia            | 0   | 0      | 1     | 1     |